# Senlecques
Senlecques est une commune française située dans le département du Pas-de-Calais en région Hauts-de-France.
La commune fait partie de la communauté de communes de Desvres - Samer qui regroupe 31 communes et compte 23 221 habitants en 2021.
Le territoire de la commune est situé dans le parc naturel régional des Caps et Marais d'Opale.

## Géographie

### Localisation
Localisée dans l’ouest du département du Pas-de-Calais, Senlecques est une commune située, à vol d'oiseau, à 7 km au sud-est de la commune de Desvres et à 24 km au sud-est de la commune de Boulogne-sur-Mer (aire d'attraction et chef-lieu d'arrondissement).
Le territoire de la commune est limitrophe de ceux de six communes.
Les communes limitrophes sont Lottinghen, Bécourt, Bléquin, Bourthes, Ledinghem et Vieil-Moutier.

### Géologie et relief
Senlecques se situe sur les hauteurs, juste au sud-est des coteaux de la boutonnière du Boulonnais. L'altitude varie de 170 mètres au sud (au bois de Senlecques) à 206 mètres au nord (entre les lieux dits les Placettes  et les Courtils Brûlés).

### Hydrographie
La commune est située dans le bassin Artois-Picardie. Elle n'est drainée par aucun cours d'eau,.

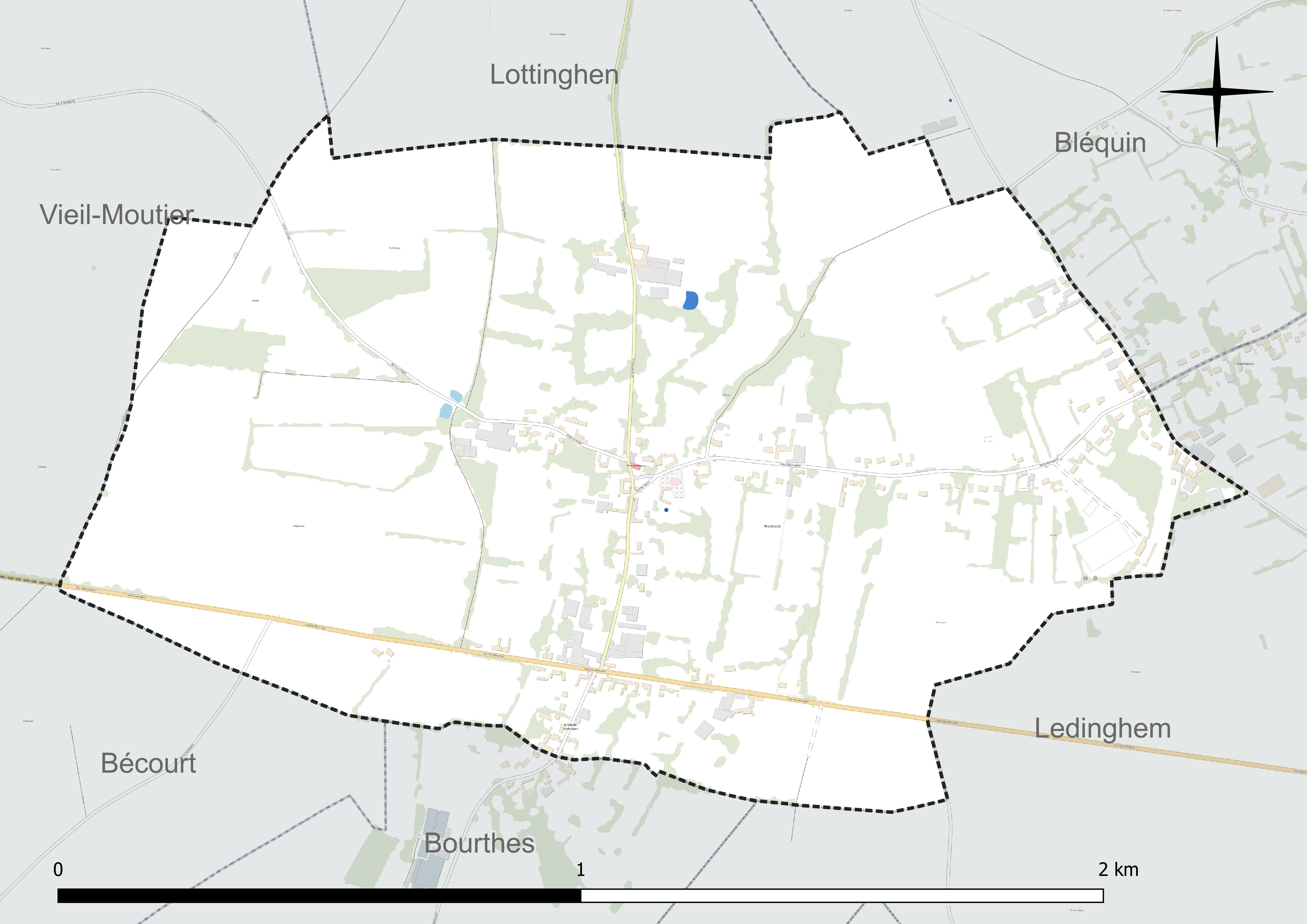
Réseau hydrographique de Senlecques.

### Climat
Pour des articles plus généraux, voir Climat des Hauts-de-France et Climat du Pas-de-Calais.
En 2010, le climat de la commune est de type climat océanique franc, selon une étude du CNRS s'appuyant sur une série de données couvrant la période 1971-2000. En 2020, Météo-France publie une typologie des climats de la France métropolitaine dans laquelle la commune est exposée à un climat océanique et est dans la région climatique Côtes de la Manche orientale, caractérisée par un faible ensoleillement (1 550 h/an) ; forte humidité de l'air (plus de 20 h/jour avec humidité relative > 80 % en hiver), vents forts fréquents.
Pour la période 1971-2000, la température annuelle moyenne est de 9,8 °C, avec une amplitude thermique annuelle de 13,5 °C. Le cumul annuel moyen de précipitations est de 933 mm, avec 12,7 jours de précipitations en janvier et 9,1 jours en juillet. Pour la période 1991-2020, la température moyenne annuelle observée sur la station météorologique la plus proche, située sur la commune de Nielles-lès-Bléquin à 7 km à vol d'oiseau, est de 10,6 °C et le cumul annuel moyen de précipitations est de 976,9 mm,. Pour l'avenir, les paramètres climatiques de la commune estimés pour 2050 selon différents scénarios d'émission de gaz à effet de serre sont consultables sur un site dédié publié par Météo-France en novembre 2022.

### Paysages
Pour un article plus général, voir Paysage en France.
La commune s'inscrit dans les « paysages des hauts plateaux artésiens » tels qu’ils sont définis dans l’atlas de paysages de la région Nord-Pas-de-Calais, conçu par la direction régionale de l'Environnement, de l'Aménagement et du Logement (DREAL),.
Ces paysages, qui concernent 77 communes du Pas-de-Calais, se situent à l'extrémité ouest des collines de l'Artois qui traversent le Pas-de-Calais d'Arras au Boulonnais. L'altitude de ces paysages dépassent les 180 mètres. Ces dimensions sont modestes, d'une quinzaine de kilomètres du sud-est au nord-ouest et d'une vingtaine de kilomètres dans sa dimension la plus grande.
Ces « paysages des hauts plateaux artésiens », appelés aussi « Haut Artois », se caractérisent par trois ensembles écopaysagers : 
- l'ensemble mésophile ouvert du plateau artésien calcaire ;
- l'ensemble alluvial des fonds de vallée de la Lys et de l'Aa ;
- l'ensemble calcicole des versants calcaires des vallées[11].

Le « Haut Artois » dispose d'une importante densité de corridors biologiques bien interconnectés.
Dans le « Haut Artois », pas de villes, c'est une des rares terres rurales de la région, les communes les plus importantes sont, du nord au sud, Lumbres, Fauquembergues et Fruges. Le « Haut Artois », drainé par l'Aa et la Lys, constitue le sommet de l'anticlinal artésien, paysage ventée, froid et aux précipitations importantes qui en font le château d'eau régional.
Leș cultures représentent environ 60 % des sols, les prairies entre 26 et 27 %, les bois de 5 à 8 % et les villages et bourgs de 5 à 8 %, l'industrie y est peu présente.

### Milieux naturels et biodiversité

#### Espace protégé
La protection réglementaire est le mode d'intervention le plus fort pour préserver des espaces naturels remarquables et leur biodiversité associée.
Dans ce cadre, la commune fait partie d'un espace protégé : le parc naturel régional des Caps et Marais d'Opale, d'une superficie de 132 499 hectares réparties sur 154 communes, géré par le syndicat mixte d'aménagement et de gestion du parc naturel régional des Caps et Marais d'Opale.

## Urbanisme

### Typologie
Au 1er janvier 2024, Senlecques est catégorisée commune rurale à habitat dispersé, selon la nouvelle grille communale de densité à sept niveaux définie par l'Insee en 2022.
Elle est située hors unité urbaine. Par ailleurs la commune fait partie de l'aire d'attraction de Boulogne-sur-Mer, dont elle est une commune de la couronne,. Cette aire, qui regroupe 80 communes, est catégorisée dans les aires de 50 000 à moins de 200 000 habitants,.

### Occupation des sols
L'occupation des sols de la commune, telle qu'elle ressort de la base de données européenne d'occupation biophysique des sols Corine Land Cover (CLC), est marquée par l'importance des territoires agricoles (88,7 % en 2018), une proportion identique à celle de 1990 (88,7 %). La répartition détaillée en 2018 est la suivante : 
prairies (46,5 %), terres arables (37 %), zones urbanisées (11,3 %), zones agricoles hétérogènes (5,2 %). L'évolution de l'occupation des sols de la commune et de ses infrastructures peut être observée sur les différentes représentations cartographiques du territoire : la carte de Cassini (XVIIIe siècle), la carte d'état-major (1820-1866) et les cartes ou photos aériennes de l'IGN pour la période actuelle (1950 à aujourd'hui).

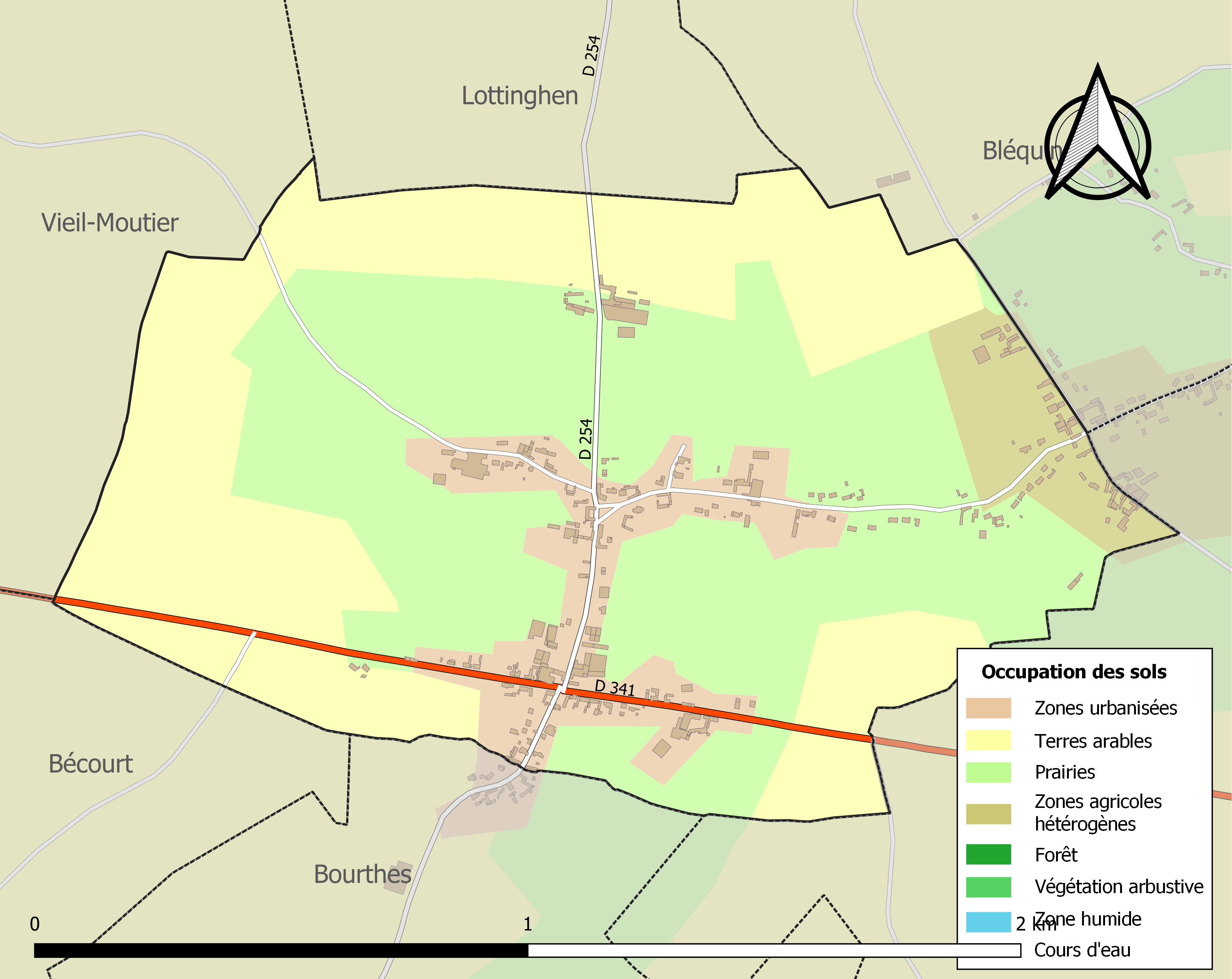
Carte des infrastructures et de l'occupation des sols de la commune en 2018 (CLC).

### Voies de communication et transports
Senlecques se situe à 26 km de Boulogne-sur-Mer et 31 km de Saint-Omer (par voie routière). Elle est desservie par la D 341 dite chaussée Brunehaut, reliant Desvres à l'ouest et Thérouanne à l'est. La D 254 traverse également la commune et le village du nord au sud.

### Risques naturels et technologiques

#### Risque inondation
À la suite du passage des tempêtes Ciarán, Domingos et Elisa et des inondations et coulées de boue qui se sont produites, la commune est reconnue, par arrêté du 14 novembre 2023, en état de catastrophe naturelle pour inondations et coulées de boue sur la période du 2 au 12 novembre 2023, comme 179 autres communes du département.

## Toponymie
Le nom de la localité est attesté sous les formes Senleces en 1199 ; Senleke en 1287 ; Sanleches en 1298 ; Senllecque en 1492 ; Senlecque en 1550 ; Senlecques en 1559 ; Senlecques en 1793 et 1801.
Le toponyme de Senlecques serait, probablement, d'origine gallo-romaine, avec l'anthroponyme Senilius ou Sanilius dérivé de Sanus, suivi du suffixe -acum « domaine (de) » devenu -ec, plus tard francisé en -ecques. Plus précisément, la germanisation du toponyme en -(i)acum a donné dans ce cas une terminaison *-ika devenue -eke, francisée en -ecques par la suite cf. par exemple Hézecques.

## Histoire
Senlecques est placée sous le patronage de sainte Hélène (Hélène), mère de l'empereur romain Constantin Ier. Sen-Lech devenu Senlecques, signifierait vieux lieu, autrement dit localité de la plus haute antiquité. La voie romaine Boulogne-sur-Mer-Thérouanne passait par Senlecques.
La paroisse aurait été appelée Selem dans une charte de 653. Des reliques de sainte Hélène déposées dans son église ont été source d'un pèlerinage très suivi dans les temps anciens.

## Politique et administration

### Découpage territorial
La commune se trouve dans l'arrondissement de Boulogne-sur-Mer du département du Pas-de-Calais.

#### Commune et intercommunalités
La commune est membre de la communauté de communes de Desvres - Samer.

#### Circonscriptions administratives
La commune est rattachée au canton de Desvres.

#### Circonscriptions électorales
Pour l'élection des députés, la commune fait partie de la sixième circonscription du Pas-de-Calais.

### Élections municipales et communautaires

#### Liste des maires
| Période                                  | Période                    | Identité            | Étiquette   | Qualité                                    |
| ---------------------------------------- | -------------------------- | ------------------- | ----------- | ------------------------------------------ |
| Les données manquantes sont à compléter. |                            |                     |             |                                            |
| juin 1995                                | mars 2001                  | Louis Destrées      |             |                                            |
| mars 2001                                | mars 2008                  | Francine Plé        |             |                                            |
| mars 2008                                | 2014                       | David Flahaut       | PS puis DVG |                                            |
| 2014                                     | En cours (au 7 avril 2022) | Christophe Fourcroy |             | Comptable, Réélu pour le mandat 2020-2026, |

## Population et société

### Démographie

#### Évolution démographique
L'évolution du nombre d'habitants est connue à travers les recensements de la population effectués dans la commune depuis 1793. Pour les communes de moins de 10 000 habitants, une enquête de recensement portant sur toute la population est réalisée tous les cinq ans, les populations de référence des années intermédiaires étant quant à elles estimées par interpolation ou extrapolation. Pour la commune, le premier recensement exhaustif entrant dans le cadre du nouveau dispositif a été réalisé en 2006.

En 2022, la commune comptait 255 habitants, en évolution de −4,14 % par rapport à 2016 (Pas-de-Calais : −0,72 %, France hors Mayotte : +2,11 %).
| 1793 | 1800 | 1806 | 1821 | 1831 | 1836 | 1841 | 1846 | 1851 |
| ---- | ---- | ---- | ---- | ---- | ---- | ---- | ---- | ---- |
| 251  | 239  | 238  | 581  | 277  | 277  | 285  | 256  | 220  |

| 1856 | 1861 | 1866 | 1872 | 1876 | 1881 | 1886 | 1891 | 1896 |
| ---- | ---- | ---- | ---- | ---- | ---- | ---- | ---- | ---- |
| 218  | 217  | 217  | 194  | 190  | 196  | 177  | 199  | 212  |

| 1901 | 1906 | 1911 | 1921 | 1926 | 1931 | 1936 | 1946 | 1954 |
| ---- | ---- | ---- | ---- | ---- | ---- | ---- | ---- | ---- |
| 231  | 241  | 250  | 189  | 179  | 195  | 211  | 185  | 193  |

| 1962 | 1968 | 1975 | 1982 | 1990 | 1999 | 2006 | 2011 | 2016 |
| ---- | ---- | ---- | ---- | ---- | ---- | ---- | ---- | ---- |
| 219  | 222  | 235  | 213  | 226  | 199  | 233  | 259  | 266  |

| 2021 | 2022 | - | - | - | - | - | - | - |
| ---- | ---- | - | - | - | - | - | - | - |
| 262  | 255  | - | - | - | - | - | - | - |

#### Pyramide des âges
La population de la commune est relativement jeune.
En 2018, le taux de personnes d'un âge inférieur à 30 ans s'élève à 42,4 %, soit au-dessus de la moyenne départementale (36,7 %). À l'inverse, le taux de personnes d'âge supérieur à 60 ans est de 20,3 % la même année, alors qu'il est de 24,9 % au niveau départemental.
En 2018, la commune comptait 136 hommes pour 136 femmes, soit un taux de 50,00 % de femmes, légèrement inférieur au taux départemental (51,50 %).
Les pyramides des âges de la commune et du département s'établissent comme suit.
| Hommes | Classe d’âge | Femmes |
| ------ | ------------ | ------ |
| 0,8    | 90 ou +      | 0,0    |
| 8,3    | 75-89 ans    | 9,0    |
| 11,3   | 60-74 ans    | 11,3   |
| 15,8   | 45-59 ans    | 13,5   |
| 19,5   | 30-44 ans    | 25,6   |
| 16,5   | 15-29 ans    | 16,5   |
| 27,8   | 0-14 ans     | 24,1   |

| Hommes | Classe d’âge | Femmes |
| ------ | ------------ | ------ |
| 0,5    | 90 ou +      | 1,6    |
| 5,6    | 75-89 ans    | 8,9    |
| 16,7   | 60-74 ans    | 18,1   |
| 20,2   | 45-59 ans    | 19,2   |
| 18,9   | 30-44 ans    | 18,1   |
| 18,2   | 15-29 ans    | 16,2   |
| 19,9   | 0-14 ans     | 17,9   |

## Culture locale et patrimoine

### Lieux et monuments
- L'église Sainte-Hélène, comprenant des fonts baptismaux du XIIe siècle[36] et une cloche du début du XVIIe siècle[37],[38]. Au-dessus du maître-autel, le chœur est éclairé par un vitrail circulaire dédié à Sainte Hélène. L'église abrite notamment une bannière de procession en tapisserie et une huile, non signée, d'une Descente de croix.

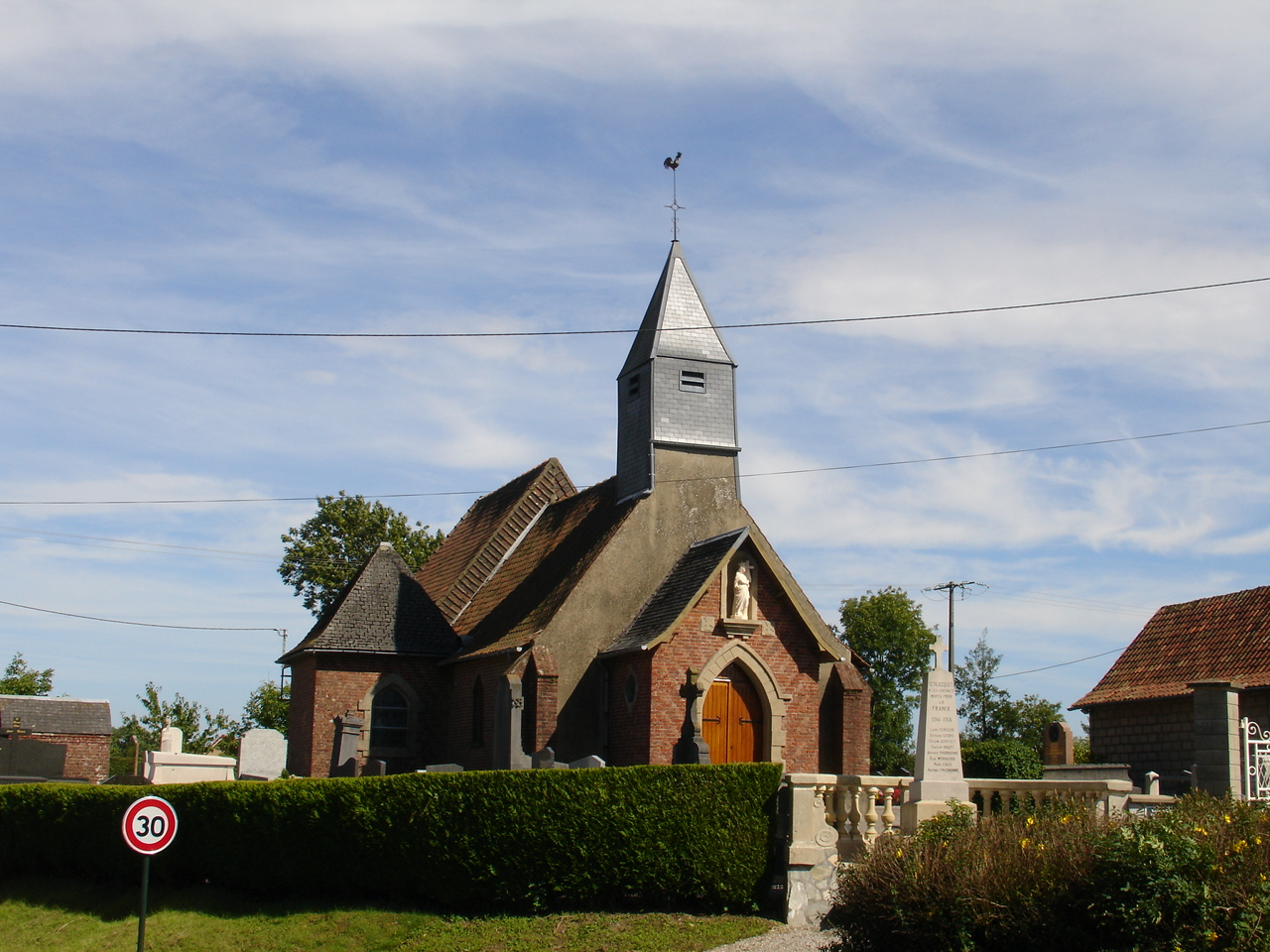
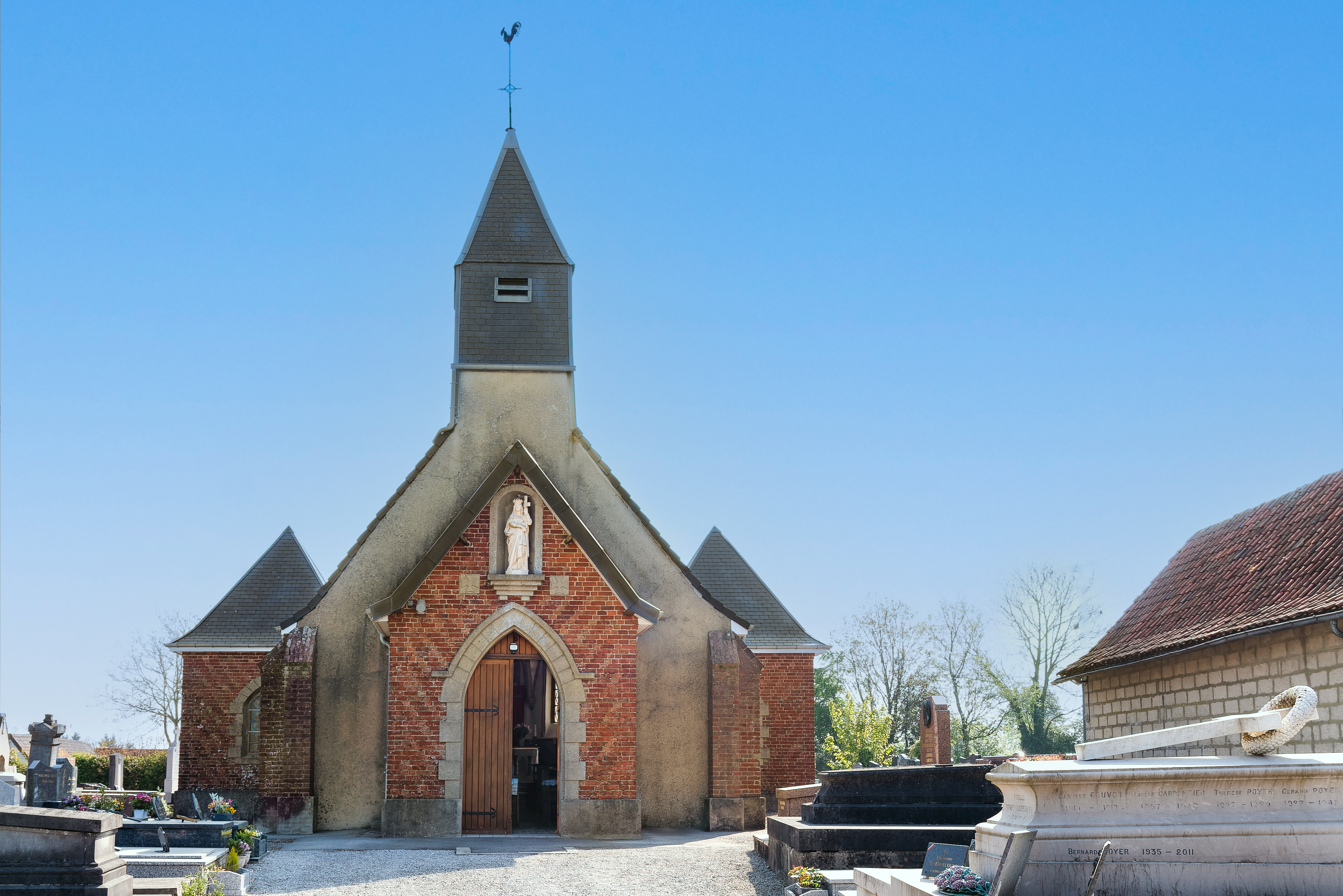
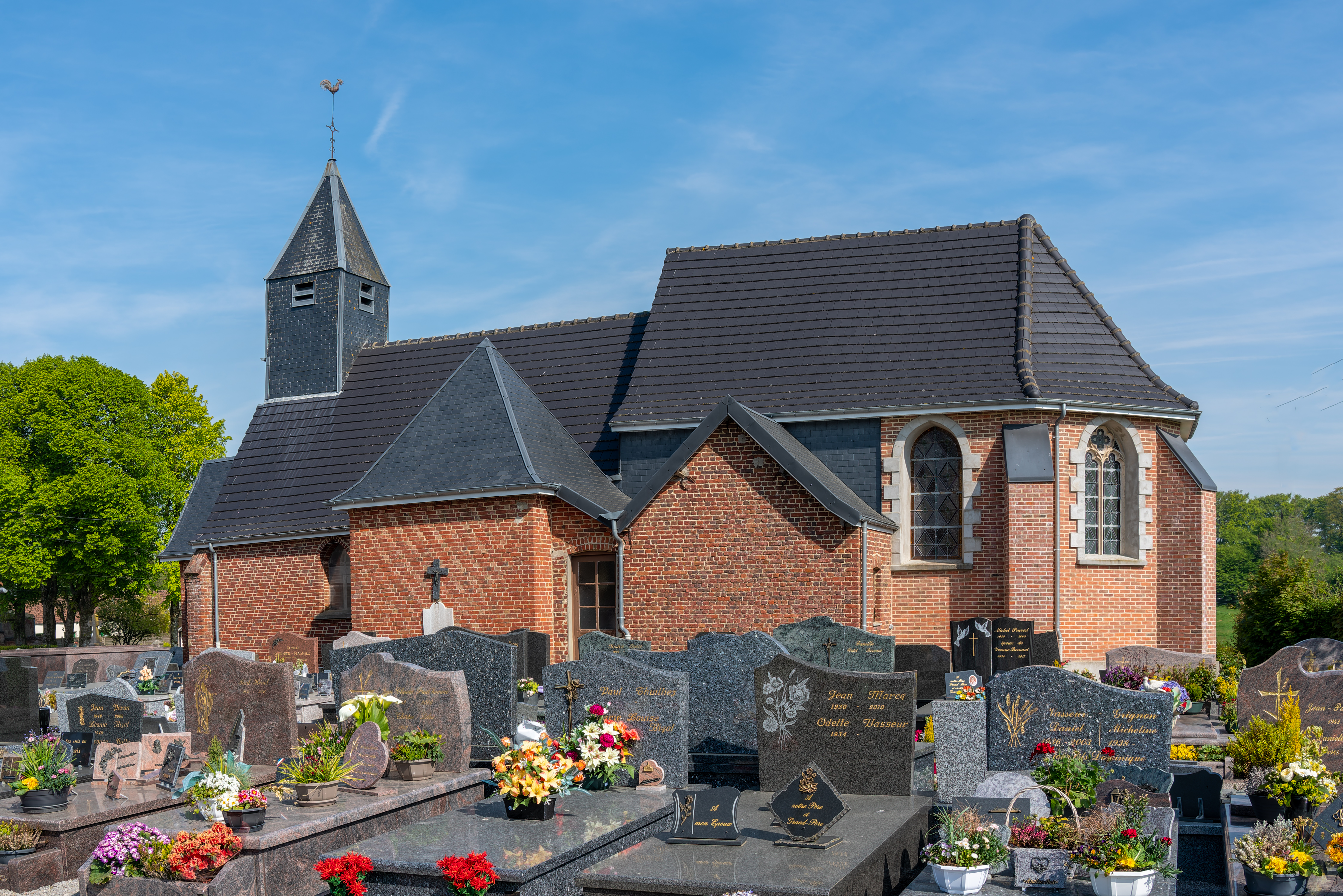

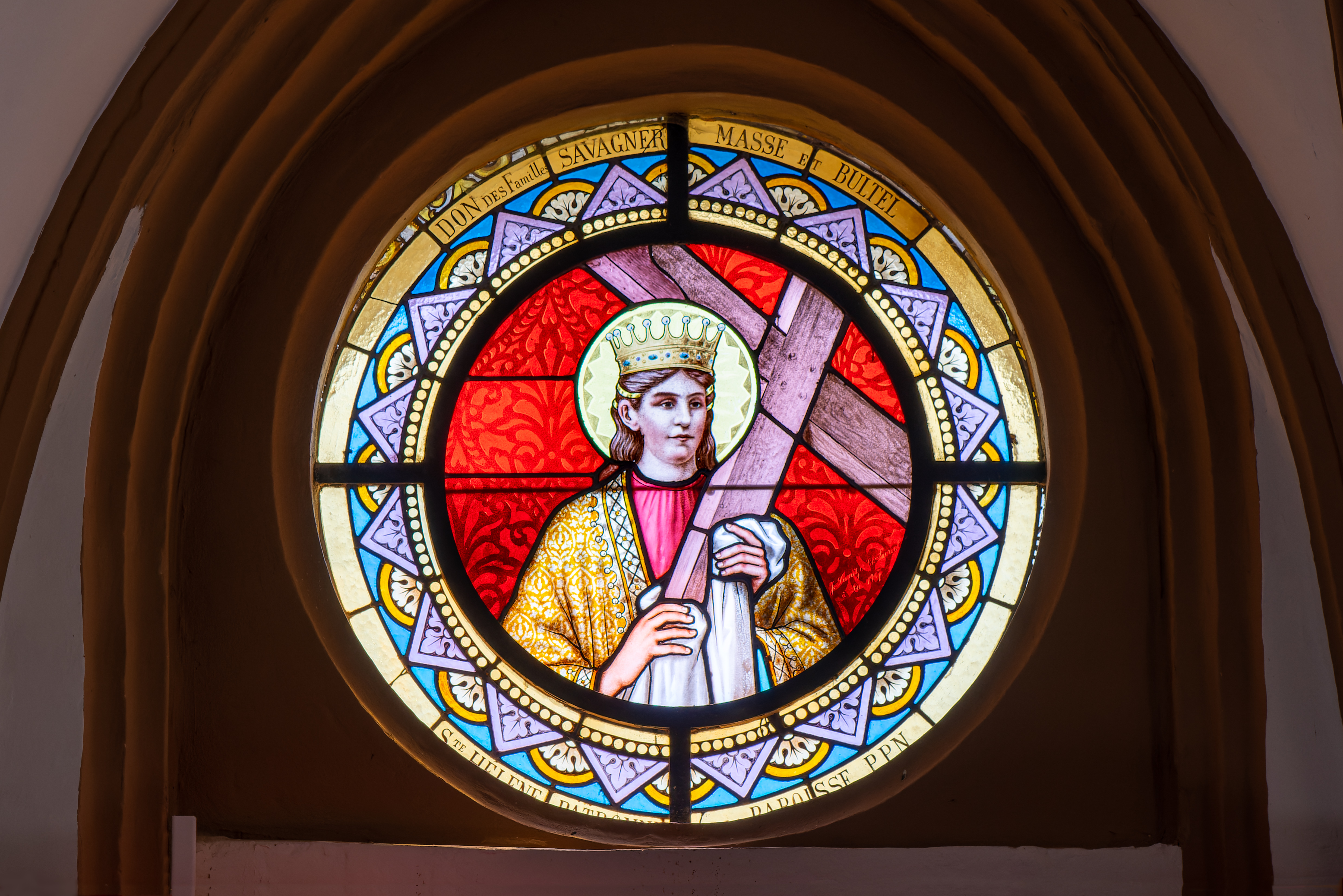
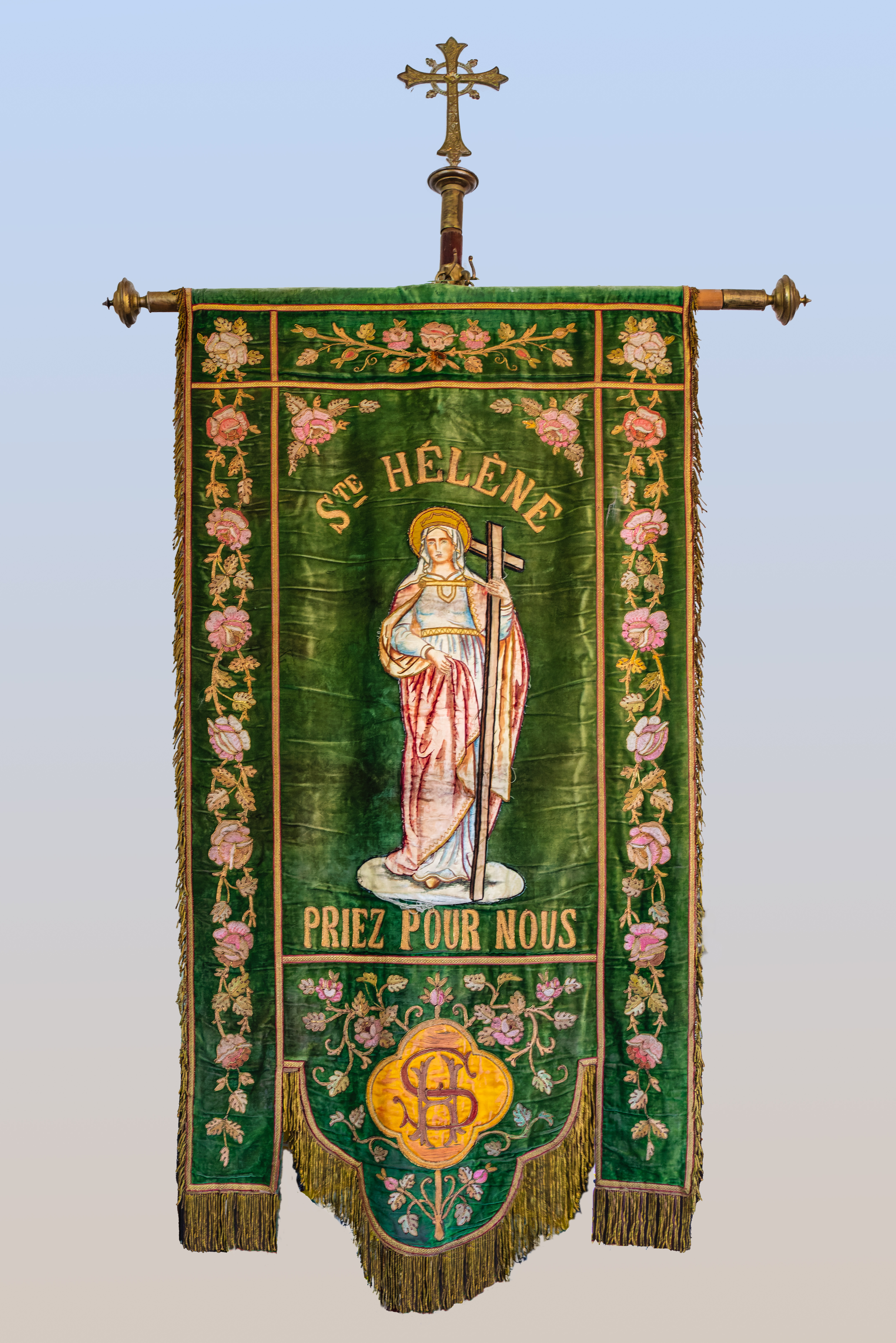
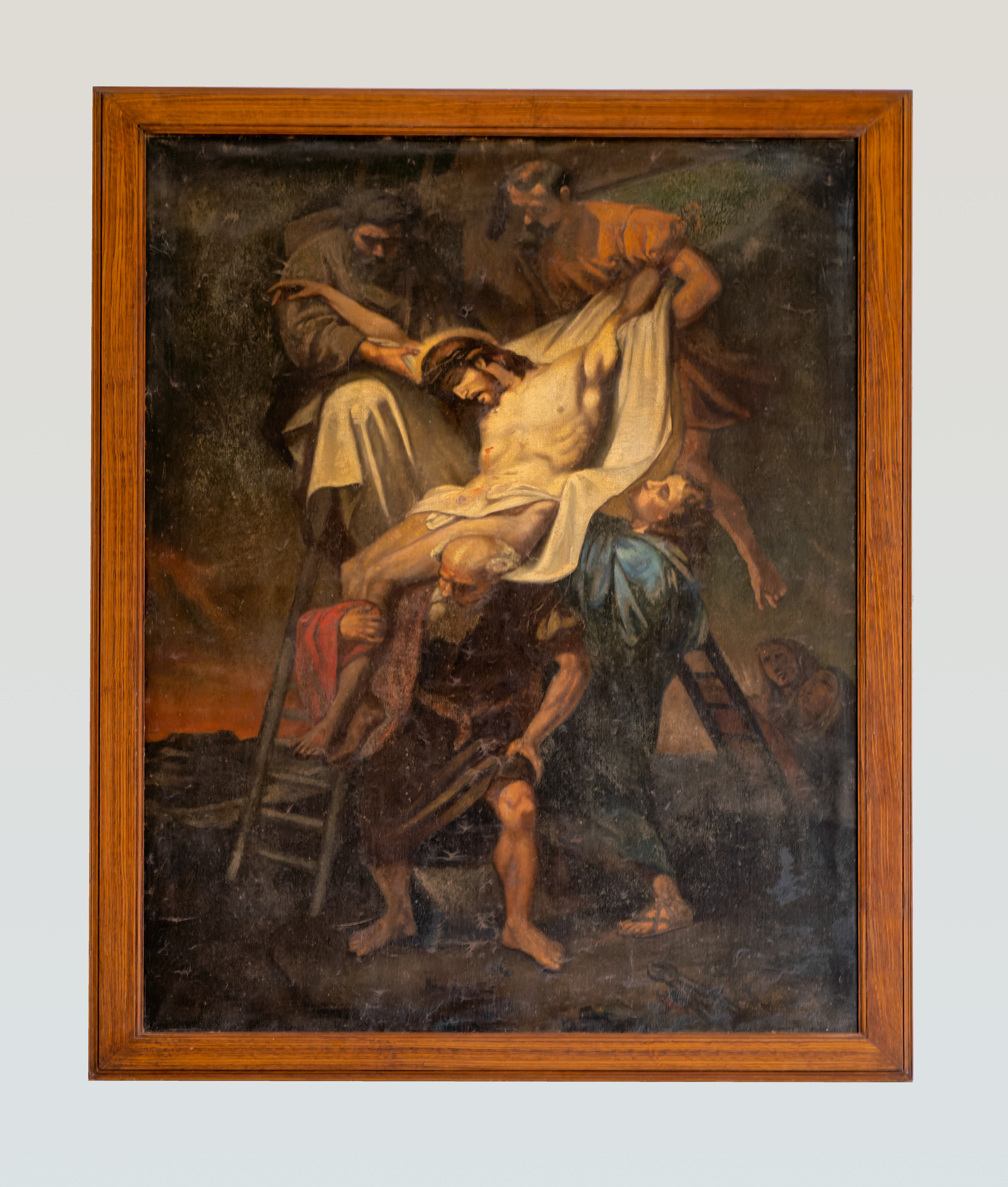

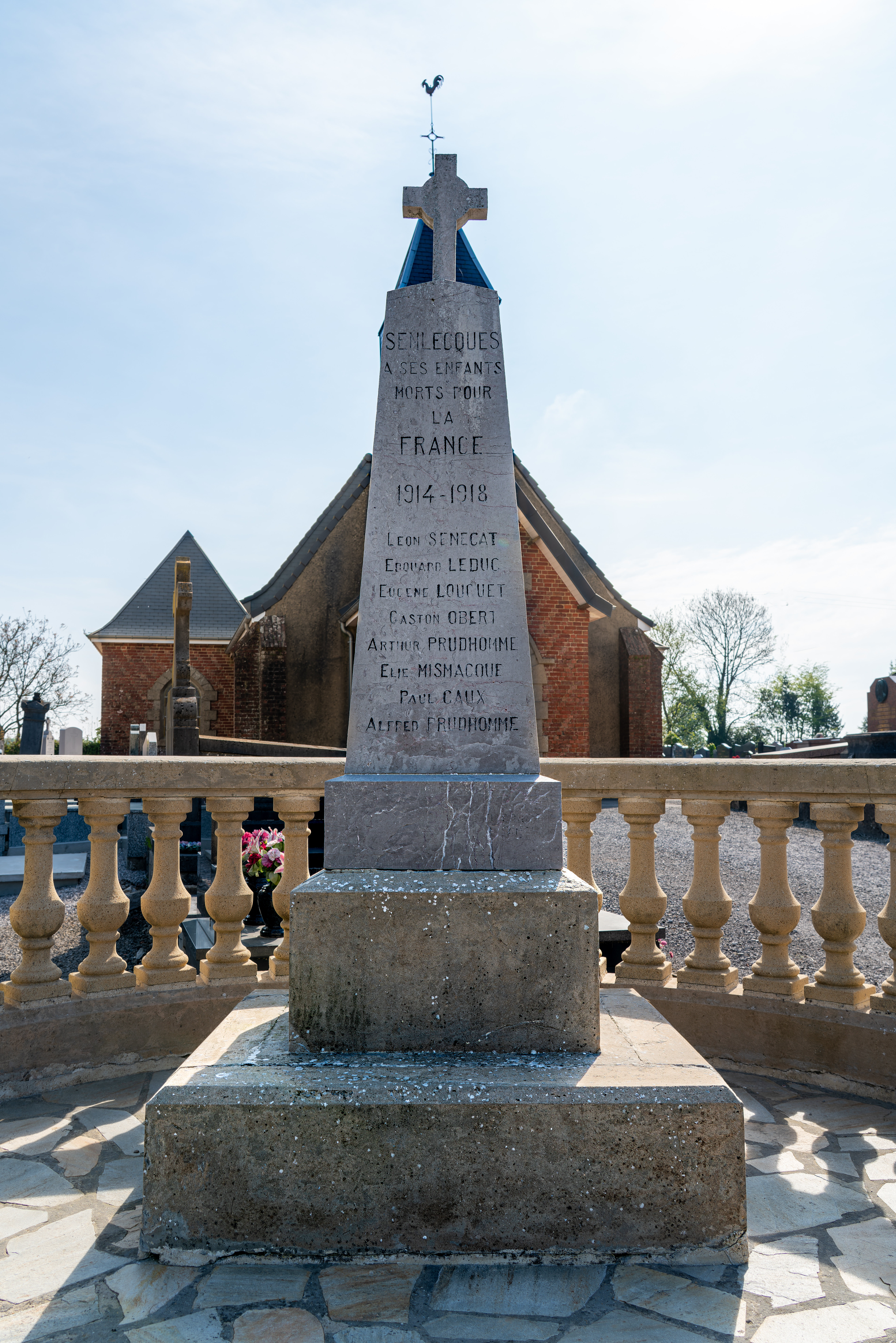
Le monument aux morts.

- Le monument aux morts.

### Héraldique
| Blason de Senlecques | Blason  | Échiqueté d'or et de gueules, au franc-quartier d'hermine.                                                      |
| Blason de Senlecques | Détails | Armes de la famille boulonnaise d'Hesmond, qui donna d'anciens seigneurs de la commune. Utilisé par la commune. |

## Pour approfondir